# Ipergrafia

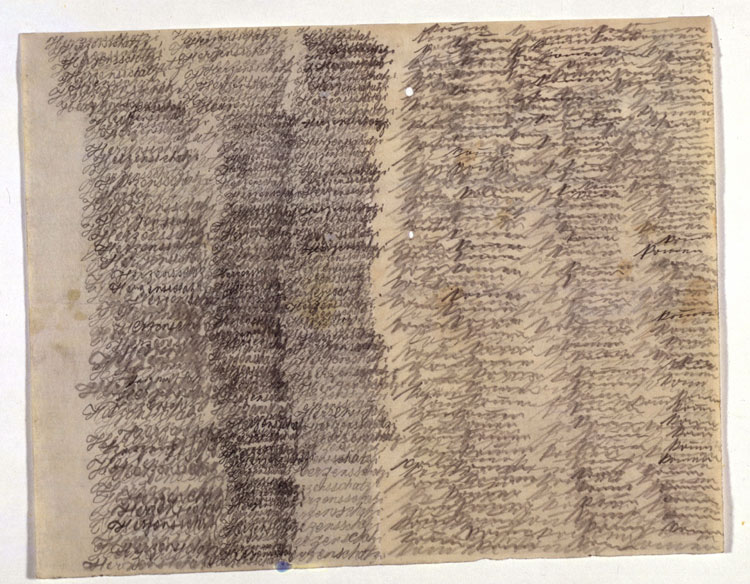
Un esempio di come l'ipergrafia potrebbe manifestarsi

L'ipergrafia è una condizione comportamentale caratterizzata dall'intenso desiderio di scrivere e/o disegnare. Le forme di ipergrafia possono variare per stile di scrittura e contenuto. Questi sintomi sono comunemente associati a variazioni nell'epilessia del lobo temporale, che può causare la sindrome di Geschwind. Le strutture che possono scatenare ipergrafia quando danneggiate dall'epilessia del lobo temporale sono l'ippocampo e l'area di Wernicke. Oltre all'epilessia del lobo temporale, la comparsa dell'ipergrafia può essere dovuta a causa di sostanze chimiche.

## Caratteristiche
In alcuni casi l'ipergrafia può manifestarsi con necessità compulsiva di disegnare. I disegni di pazienti affetti da ipergrafia manifestano ripetitività e alta cura dei dettagli. Talvolta la necessità compulsiva di disegnare è accompagnata da quella di scrivere.

### Stile di scrittura
Norman Geschwind e Stephen Waxman furono i primi a descrivere l'ipergrafia negli anni '70. I pazienti che osservarono mostravano una scrittura estremamente compulsiva e dettagliata, a volte con creatività letteraria. I pazienti tenevano diari, che alcuni usavano per documentare meticolosamente i minimi dettagli delle loro attività quotidiane, scrivere poesie o creare liste. Il primo caso del loro studio è stata una donna che ha scritto liste dei suoi parenti, sulle sue simpatie e antipatie e sui mobili nel suo appartamento. Oltre alle liste, la paziente ha scritto poesie, spesso con un tono morale o filosofico. Ha descritto inoltre un episodio in cui ha scritto i testi di una canzone che aveva appreso quando aveva 17 anni diverse centinaia di volte e un altro episodio in cui sentiva l'impulso di scrivere una parola più e più volte. Un altro paziente ha scritto aforismi e alcune frasi in ripetizione.
Un paziente di un altro studio ha sperimentato "un pensiero in rima continuato nella sua testa" per cinque anni dopo un attacco epilettico e ha riferito che "sentiva il bisogno di scrivere queste rime". Il paziente non parlava in rima, né leggeva poesie. La capacità del linguaggio e lo stato mentale erano normali, ad eccezione dei picchi relativi al lobo temporale registrati a destra sull'elettroencefalogramma. Questo paziente aveva un'epilessia dell'emisfero destro. Risonanze magnetiche eseguite in altri studi suggeriscono che la comparsa della scrittura in rima eccessiva è prodotta nell'emisfero sinistro, ma Mendez suggerisce che anche l'iperattività elettrica dell'emisfero destro possa indurre un aumento dell'abilità di scrittura e di rima nell'emisfero sinistro.

### Contenuti

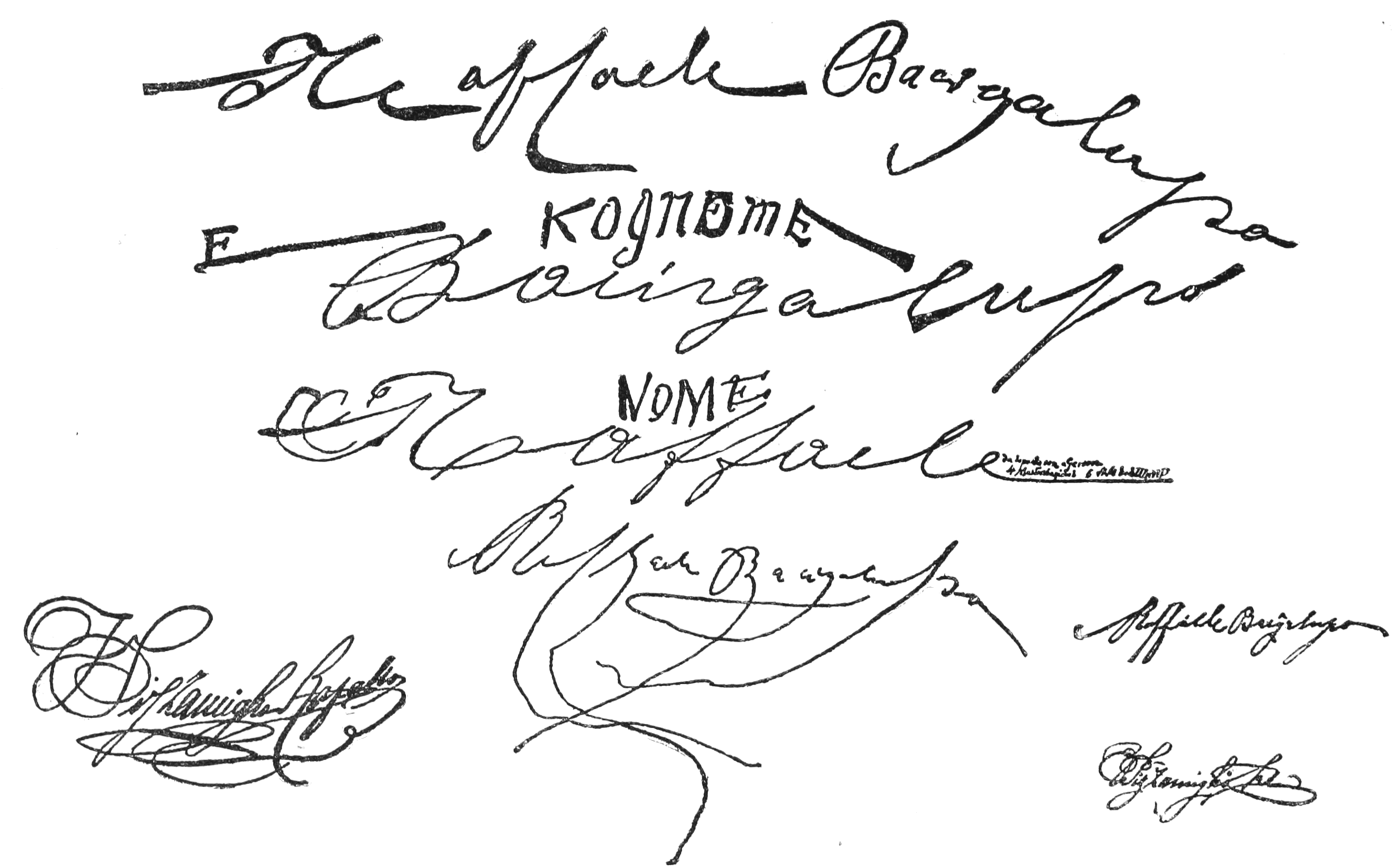
Macro e micrografica scrittura da parte della stessa persona affetta da ipergrafia

Oltre alla scrittura in diverse forme (poesia, libri, ripetizione di una parola), i pazienti che soffrono di ipergrafia differiscono nella complessità dei loro scritti. Mentre alcuni scrittori (ad esempio Alice Flaherty) usano la loro ipergrafia per aiutarsi nello scrivere ampi libri, la maggior parte dei pazienti non scrive cose rilevanti. Flaherty definisce l'ipergrafia, come una conseguenza dell'epilessia del lobo temporale e come una condizione che "aumenta la generazione di idee, a volte a scapito della qualità". I pazienti ricoverati con epilessia del lobo temporale e altri disturbi che causano ipergrafia hanno scritto promemoria ed elenchi (come le loro canzoni preferite) e hanno registrato i loro sogni con elevatissimi livelli di lunghezza e dettaglio. Alcuni pazienti che soffrono di epilessia del lobo temporale registrano i momenti e i luoghi di ciascun attacco come una lista.
Ci sono molti resoconti di pazienti che scrivono in direzioni prive di senso, inclusa la scrittura in una spirale che si avvita verso il centro e che inizia partendo dai bordi del foglio. In un caso di studio, un paziente ha anche scritto a rovescio, in modo che la scrittura potesse essere interpretata solo con l'aiuto di uno specchio. A volte la scrittura può consistere in scarabocchi e pensieri frenetici e casuali che vengono rapidamente annotati su carta. La grammatica può essere presente, ma il significato di questi pensieri è generalmente difficile da comprendere e le frasi sono scadenti. In alcuni casi, i pazienti scrivono resoconti estremamente dettagliati di eventi che si verificano o descrizioni di dove si trovano.

## Cause
Alcuni studi hanno suggerito che l'ipergrafia è correlata al disturbo bipolare, all'ipomania e alla schizofrenia. Sebbene una grande capacità creativa sia stata osservata nei pazienti di questi studi, sono stati osservati segni di creatività, non specificamente ipergrafia. Pertanto, è difficile dire con assoluta certezza che l'ipergrafia sia un sintomo di queste malattie psichiatriche perché la creatività in pazienti con disturbo bipolare, ipomania o schizofrenia può manifestarsi in molte altre cose oltre alla scrittura. Tuttavia, altri studi hanno dimostrato un legame significativo tra ipergrafia e epilessia del lobo temporale e/o cause chimiche.

### Epilessia del lobo temporale

Immagine del lobo temporale

L'ipergrafia è un sintomo di epilessia del lobo temporale, una condizione di crisi ricorrenti causate da un'eccessiva attività neuronale, ma non è un sintomo comune tra i pazienti. Meno del 10% dei pazienti con epilessia del lobo temporale presenta caratteristiche di ipergrafia. I pazienti con epilessia del lobo temporale possono mostrare irritabilità, disagio o un crescente senso di terrore se la loro attività di scrittura viene interrotta. Il suscitare tali risposte quando si interrompe la loro scrittura suggerisce che l'ipergrafia è una condizione compulsiva, risultante in una motivazione ossessiva per lo scrivere. Un'epilessia del lobo temporale può influenzare le connessioni frontotemporali in modo tale che l'impulso di scrivere sia aumentato nel lobo frontale, a cominciare dalla corteccia prefrontale e premotoria che pianifica cosa scrivere, e poi è condotto alla corteccia motoria che esegue il movimento fisico della scrittura.
La maggior parte dei pazienti con epilessia del lobo temporale che soffrono di ipergrafia possono scrivere delle parole, ma non tutti possono avere la capacità di scrivere frasi complete che hanno un significato.

### Sostanze chimiche
Alcuni farmaci sono noti per indurre ipergrafia, incluso il donepezil. In un caso clinico, un paziente che ha preso donepezil ha riportato un miglioramento dell'umore e dei livelli di energia che hanno portato a ipergrafia e altre forme eccessive di linguaggio (come cantare). Sono stati segnalati in precedenza altri sei casi di pazienti che assumevano donepezil e hanno avuto esperienze di ipergrafia. Questi pazienti presentavano anche casi di demenza, deterioramento cognitivo da aneurisma cerebrale, disturbo bipolare di tipo I e/o depressione. I ricercatori non sono sicuri del perché il donepezil possa indurre mania e ipergrafia. Potrebbe potenzialmente derivare da un aumento dei livelli di acetilcolina, che avrebbe un effetto sugli altri neurotrasmettitori nel cervello.
Un'altra potenziale causa di ipergrafia proviene da uno dei neurotrasmettitori del corpo, la dopamina (DA). È noto che la dopamina riduce l'inibizione latente, che causa una diminuzione della capacità di abituarsi a stimoli diversi. Una bassa inibizione latente porta ad un eccessivo livello di stimolazione e potrebbe contribuire all'insorgenza di ipergrafia e creatività generale. Questa ricerca implica che esiste una correlazione diretta tra i livelli di DA tra sinapsi neuronali e il livello di creatività esibito dal paziente. Gli agonisti DA aumentano i livelli di DA tra le sinapsi che si traducono in livelli più elevati di creatività, mentre per gli antagonisti DA è vero il contrario.

## Fisiopatologia

Immagine dei lobi cerebrali, incluso il lobo temporale

Diverse regioni del cervello sono coinvolte nell'atto di scrivere. Le aree primarie sono la corteccia parietale superiore e il lobo frontale, la regione del cervello che progetta il movimento. Un'area del lobo frontale particolarmente attiva è l'area di Exner (dal nome del fisiologo austriaco Sigmund Exner), situata nella corteccia premotoria. Il movimento fisico della mano è controllato dalla corteccia motoria primaria, anch'essa localizzata nel lobo frontale, e dal cervelletto destro. Scrivere creativamente e generare idee, d'altra parte, è competenza del sistema limbico, in particolare coinvolge l'attività dell'ippocampo, che è importante nel recupero dei ricordi a lungo termine. Le parole e le idee sono cognitivizzate e comprese dai lobi temporali e questi lobi temporali sono collegati al sistema limbico.

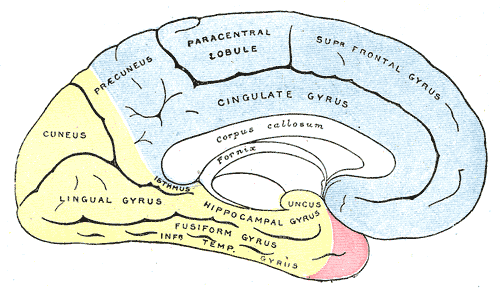
Immagine del giro ippocampale

Sebbene l'ipergrafia non possa essere isolata in una parte specifica del cervello, alcune aree hanno più effetto di altre. L'ippocampo è stato scoperto svolgere un ruolo nella comparsa di epilessia del lobo temporale e nella schizofrenia. In uno studio, i ratti indotti ad epilessia del lobo temporale hanno mostrato un aumento dell'attività neuronale della dopamina nell'ippocampo. Poiché l'ipergrafia è stata collegata all'epilessia del lobo temporale e alla schizofrenia, l'ippocampo potrebbe avere un effetto anche sull'ipergrafia. In un altro studio, i pazienti con atrofia dell'ippocampo bilaterale (BHA) hanno mostrato segni di sindrome di Geschwind, inclusa ipergrafia.
Mentre l'ipergrafia indotta dall'epilessia è solitamente lateralizzata nell'emisfero cerebrale sinistro ossia nelle aree linguistiche, l'ipergrafia associata a lesioni e altri danni cerebrali di solito si verifica nell'emisfero cerebrale destro. Le lesioni al lato destro del cervello causano solitamente ipergrafia perché possono disinibire la funzione di freni del linguaggio sul lato sinistro del cervello. L'ipergrafia è stata anche causata da ictus e tumori dell'emisfero destro.
Lesioni all'area di Wernicke (nel lobo temporale sinistro) possono aumentare la discorsività, che a volte può manifestarsi anche nella scrittura.

## Società e cultura
L'ipergrafia fu una delle questioni centrali nel processo del 1999 di Alvin Ridley per l'imprigionamento e l'omicidio della moglie Virginia Ridley. La donna, morta nel letto in un caso di apparente soffocamento, era rimasta isolata nella sua casa per 27 anni nella piccola città di Ringgold. Il suo diario di diecimila pagine, che forniva abbondanti prove del fatto che lei soffrisse di epilessia ed era rimasta a casa di sua volontà, fu determinante nell'assoluzione del marito.
"Sono uno scrittore compulsivo", disse Isaac Asimov nel 1969". 
Anche Lewis Carroll, l'autore di Alice nel Paese delle Meraviglie, sembra abbia sofferto d'ipergrafia. Nella sua vita ha scritto oltre 98.000 lettere in vari formati. Alcune sono state scritte a rovescio, in rebus e in schemi ripetitivi, come in "The Mouse's Tale" in Alice.